# 10-й механизированный корпус (1-го формирования)
10-й механизированный корпус (сокращённое наименование 10 мк) — общевойсковое оперативно-тактическое соединение (механизированный корпус) РККА СССР перед и во время Великой Отечественной войны.

## История
Формирование корпуса начато в Ленинградском военном округе в марте 1941 года на базе 40-й танковой Краснознамённой бригады, 11-го запасного танкового полка и 7-й мотострелковой бригады.
Количество танков в корпусе было следующим:
Наличие бронетехники в 10-м МК к 22 июня 1941 года (по списку) ЦАМО РФ
|                              | БТ-2  | БТ-5  | БТ-7 | Т-26  | ХТ | Т-37-38 | Всего | Т-27 | Т-26Т | ФАИ | БА-20 | БА-6 | БА-10 | Всего |
| ---------------------------- | ----- | ----- | ---- | ----- | -- | ------- | ----- | ---- | ----- | --- | ----- | ---- | ----- | ----- |
| Управление                   |       |       |      |       |    |         |       |      |       |     | 4     |      | 14    | 18    |
| 21-я танковая дивизия        |       |       |      | 177*  | 38 | 3       | 218   |      | 9     |     | 15    |      | 22    | 37    |
| 24-я танковая дивизия        | 139** | 142** |      | 3/3   |    | 1/1     | 285/9 | 2/2  |       | 6   | 20    | 1    | 18    | 45    |
| 198-я моторизованная дивизия | 18    | 1     | 6    |       |    |         | 25    |      |       |     |       |      |       |       |
| Всего                        | 157   | 143   | 6    | 180/3 | 38 | 4/1     | 528/9 | 2/2  |       | 6   | 39    | 1    | 54    | 100   |

*Из них 50 двухбашенных пулеметных
**Налицо имелось 276 и 5 в ремонте на заводе БТ-2-5. Разбивка на модификации отсутствует.
В действующей армии во время ВОВ с 22 июня 1941 года по 20 июля 1941 года.
Дислокация частей корпуса на 22 июня 1941 года:
- Управление - Новый Петергоф;
- 21-я танковая дивизия - Лемболово, Чёрная речка, Сертолово-2;
- 24-я танковая дивизия - Пушкин;
- 198-я моторизовання дивизия - Ораниенбаум, Стрельна.

С 22 июня 1941 года корпус начал переброску под Выборг и к утру 25 июня 1941 года в основном сосредоточился в лесу северо-восточнее Выборга, напротив города Иматра. До 6 июля 1941 года соединения корпуса ведут частные бои в районах Энсо, Ковуймяки, проводят разведку, поддерживают пехоту. С 6 июля 1941 года корпус по приказу начальника Генерального штаба РККА отводится в резерв и перебрасывается в район Красногвардейска. Однако некоторые части корпуса: 198-я моторизованная дивизия и 7-й мотоциклетный полк уже втянулись в бои, из которых вывести их было невозможно. Кроме того, корпус передал в 23-ю армию пять батальонов танков (всего 156 машин) и два батальона мотопехоты, чем был в значительной мере ослаблен.
9 июля 1941 года в районе севернее Луги переброшенные танковые дивизии корпуса переформировались каждая в один танковый полк. С 12 июля 1941 года соединения корпуса заняли позиции по дороге от Пскова на Лугу, выбросив вперёд манёвренную группу, и вступили в бои на юго-западных подступах к Луге.
Управление же корпуса 20 июля 1941 года переименовано в управление правого боевого участка Лужской оперативной группы.

## Боевой состав
| Дата       | Фронт                 | Армия      | В составе (стрелковые)                                                                          | Другие части, в том числе приданные | Примечания |
| ---------- | --------------------- | ---------- | ----------------------------------------------------------------------------------------------- | --- | ---------- |
| 22.06.1941 | Северный фронт        | 23-я армия | 21-я танковая дивизия 24-я танковая дивизия 198-я моторизованная дивизия 7-й мотоциклетный полк | 386-й отдельный батальон связи 34-й отдельный моторизованный инженерный батальон 110-я корпусная авиационная эскадрилья 65-я полевая касса Госбанка | —          |
| 01.07.1941 | Северо-Западный фронт | 8-я армия  | 21-я танковая дивизия 24-я танковая дивизия 198-я моторизованная дивизия 7-й мотоциклетный полк | 380-й отдельный батальон связи 34-й отдельный моторизованный инженерный батальон 110-я корпусная авиационная эскадрилья 65-я полевая касса Госбанка | —          |
| 10.07.1941 | Северо-Западный фронт | 8-я армия  | 24-я танковая дивизия 7-й мотоциклетный полк                                                    | 380-й отдельный батальон связи 34-й отдельный моторизованный инженерный батальон 65-я полевая касса Госбанка                                        | —          |

## Командование
- Лазарев, Иван Гаврилович, генерал-майор танковых войск (с 11.03.1941 по 20.07.1941)